# Bergnästjärnarna (Malå socken, Lappland, 725292-164413)
Bergnästjärnarna är en sjö i Malå kommun i Lappland och ingår i Skellefteälvens huvudavrinningsområde.